# Benjamin Godron
Johann Benjamin Godron, meist Benjamin Godron (* 1. Juni 1902 in München; † 16. März 1965 ebenda) war ein deutscher Landschafts- und Figurenmaler sowie ein Zeichner und Grafiker der Neuen Sachlichkeit, der nach dem Ende des Zweiten Weltkriegs in Vergessenheit geriet.

## Erfolge als Maler der Neuen Sachlichkeit

Plakat zur Ausstellung Neue Sachlichkeit 1925 in Mannheim

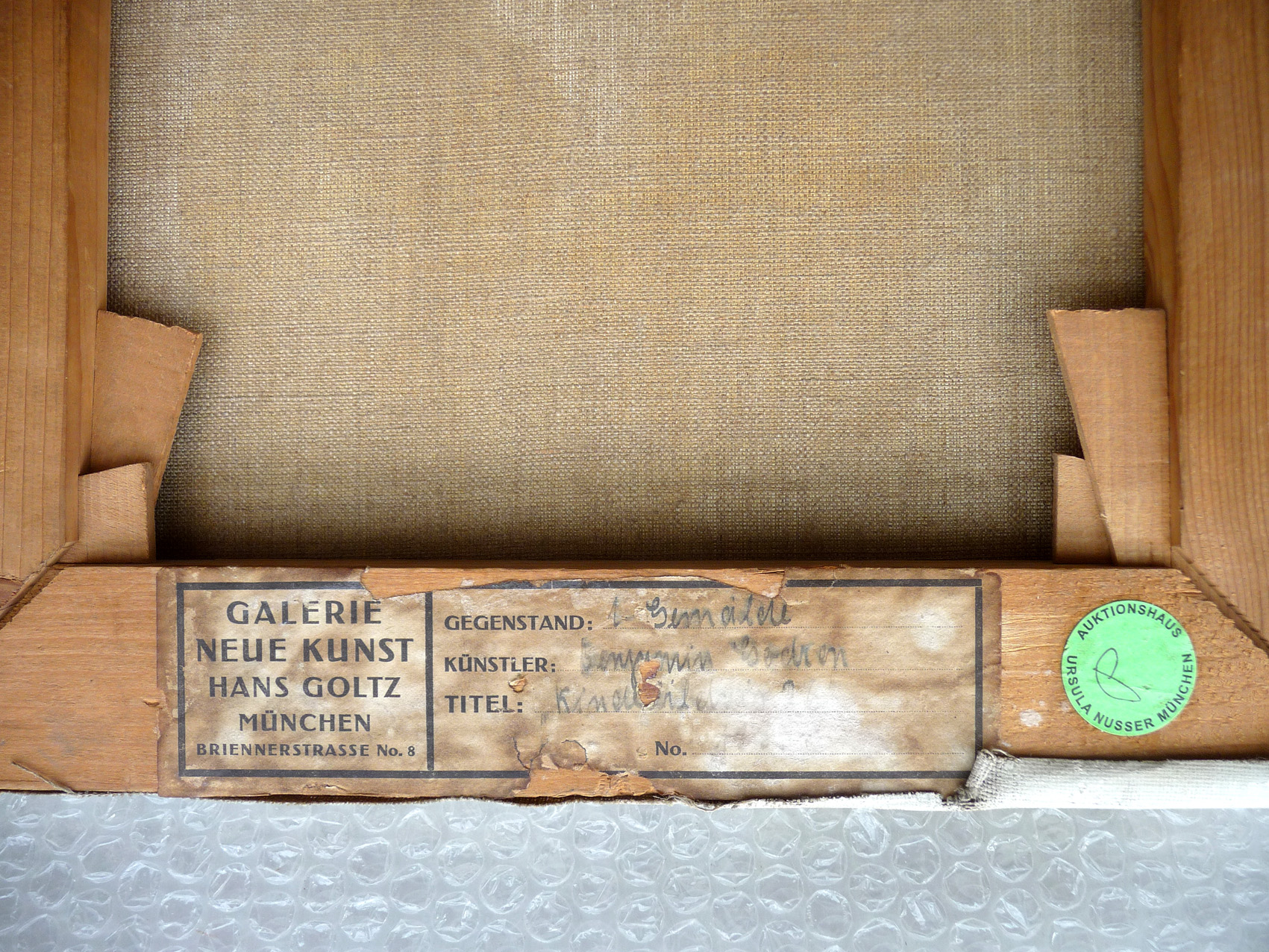
Rückseite eines Gemäldes von Benjamin Godron aus dem Jahr 1926 mit Aufkleber der Galerie Neue Kunst

Benjamin Godron war der Sohn des Malers, Grafikers und Ornamentzeichners Richard Godron (geboren in Speyer, gestorben um 1926). Richard Godron studierte an der Akademie der Bildenden Künste München mit Franz von Stuck (1863–1928). Er leitete die Schnitzerschule in Partenkirchen, die Zeichenschulen in Oberammergau und Ettal und die Geigenbauerschule in Mittenwald. 1906 übernahm er die Leitung der Graphischen Gewerbeschule in München und entwarf 1921 die Kriegergedächtniskapelle in Perlesreut, die von dem Zigarrenfabrikanten und Kunstmäzen Hermann Wolf gestiftet wurde. Die Mutter war eine geborene Koller. Sie stammte aus Maresberg bei Perlesreut im Bayerischen Wald.
Wie sein Vater studierte Godron nach dem Besuch des Humanistischen Gymnasiums ab 1919 an der Akademie der Bildenden Künste in München bei Carl Johann Becker-Gundahl (1856–1925) und bei Franz von Stuck. Anschließend ging er für längere Studienaufenthalte nach Italien, Frankreich und Spanien. Erste grafische Arbeiten entstanden 1921. Typische Motive aus dieser Zeit stellen die Blätter Zweikampf, Magdalena, Einleitung, Nonne und Predigt dar (alle Motive 17 × 15, 8 cm, Blattgrößen 43,5 × 33,5 cm), die eine Auseinandersetzung mit dem christlichen Glauben thematisieren. Er hielt sich regelmäßig in Perlesreut auf, wo er Gast bei Hermann Wolf war. Godron nahm an der von Gustav Friedrich Hartlaub organisierten Wanderausstellung Neue Sachlichkeit. Deutsche Malerei seit dem Expressionismus teil, die vom 14. Juni bis 18. September 1925 in der Kunsthalle Mannheim, vom 18. Oktober bis 22. November 1925 im Sächsischen Kunstverein, Dresden, und vom 13. Dezember 1925 bis 17. Januar 1926 in der Kunsthütte Chemnitz stattfand. In der Ausstellung wurden u. a. Arbeiten von Max Beckmann, Heinrich Maria Davringhausen, Otto Dix, Adolf Erbslöh, George Grosz, Alexander Kanoldt, Arthur Kaufmann, Carlo Mense, Werner Peiner, Anton Räderscheidt, Otto Ritschl, Rudolf Schlichter, Georg Scholz und Georg Schrimpf gezeigt. 1925 war Godron an einer weiteren Ausstellung mit dem Titel Maler der Neuen Sachlichkeit beteiligt, die im Kunsthaus Schaller in der Stuttgarter Marienstraße 14 ausgerichtet wurde.
Porträts von Godron wurden in den 1920er Jahren, neben Arbeiten von Christian Schad, Otto Schön, Jeanne Mammen, Albert Birkle oder George Grosz, regelmäßig auf den Titelseiten der Zeitschrift Jugend abgebildet (Nr. 26/1924; Nr. 48/1927; Nr. 2/1928; Nr. 18/1928; Nr. 14/1934; Nr. 3/1935; Nr. 50/1937), einer illustrierten Wochenzeitschrift für Kunst und Literatur, die 1896 von Georg Hirth und Fritz von Ostini gegründet wurde und bis 1940 in München erschien. Godrons Porträts wie das der Ausdruckstänzerin Eva Boy, die in den 1920er Jahren in München auftrat (Titelbild der Jugend, Nr. 2/1928), waren, auf einer sorgfältigen Zeichnung basierend, in einem strengen, linearen Stil ausgeführt und orientierten sich an den Alten Meistern wie Mathias Grünewald und Albrecht Altdorfer. Die von Godron porträtierten Personen strahlen eine verhaltene, introvertierte Stimmung aus mit einem Blick, der nach innen gerichtet ist. Godron wurde von der Galerie Neue Kunst vertreten, die von dem Kunsthändler Hans Goltz in der Hausnummer 8 der Brienner Straße geführt wurde. In der Galerie wurden moderne Kunstströmungen wie Fauvismus, Kubismus und Expressionismus gezeigt.

## Nationalsozialismus und Nachkriegszeit
Mit seinen Landschaftsdarstellungen des Bayerischen Waldes, den Porträts und religiösen Themen, die sich auf die Malerei der Renaissance bezogen, geriet Godron nicht in Konflikt mit der Kunstauffassung des Nationalsozialismus. Im November 1935 erschienen sechs Schwarz-Weiß-Reproduktionen seiner Arbeiten in der Literaturzeitschrift Das Innere Reich (Bildnis meiner Braut, Rohne und Wurzel, Liebespaar, Landschaft mit Krähe, Mädchenkopf und Venus Urania) sowie „Sprüche zu seinen Bildern“, in denen es heißt: „Das Letzte in der Kunst erringest Du erst dann, Schaust du in jedem Ding das göttlich Wunder an, Ob schön, ob mißgestalt auch sei sein äußrer Schein, Die ew´ge Gott-Natur schließt es auch in sich ein.“
Godron war 1938 mit sechs Bildern auf der Großen Deutschen Kunstausstellung in München vertreten, von denen Hitler das Ölgemälde Zarathustra für 3500 RM erwarb. 1939 zeigte er dort drei Bilder und 1942 eines. Zarathustra wird von Godron als Einsiedler mit den Zügen Leonardo da Vincis dargestellt, der am Meer vor aufgehender Sonne steht, zu seinen Füßen befinden sich Adler und Schlange (Kat.-Nr. 248, Abb. 42). Am 24. April 1941 beantragte er die Aufnahme in die NSDAP und wurde zum 1. Juli desselben Jahres aufgenommen (Mitgliedsnummer 8.840.064). 1943 wurde sein Münchener Atelier ausgebombt, wobei ein Großteil seiner Arbeiten verbrannte.
1948 verkaufte Godron noch Arbeiten an diverse Sammler wie den Textilfabrikanten und Kunstsammler Karl Heinemann in Mönchengladbach, der ab 1969 den Vorsitz des an das Museum Abteiberg angeschlossenen Museumsvereins übernahm, doch insgesamt konnte er den Anschluss an eine sich neu formierende Kunstszene nicht mehr finden. In den 1950er Jahren widmete er sich weiterhin der Darstellung kleinformatiger biblischer Themen (Christus am Kreuz (Gemälde); 1953; Maria (Lithografie), 1954; Der Allmächtige Vater (Gouache), 1959), die in der Regel Formate um 20 Zentimeter nicht überschritten. 1956 beteiligte er sich an einer internationalen Porträtausstellung, die vom Künstlerhaus Salzburg ausgerichtet wurde.
In seinem Sterbejahr wurden seine Arbeiten ein letztes Mal in einer Porträtausstellung gezeigt, die im Prinz-Carl-Palais in München stattfand. Benjamin Godron starb 1965. Er wurde auf dem Münchener Waldfriedhof beigesetzt. Seine neu-sachlichen Arbeiten aus den 1920er Jahren waren in Vergessenheit geraten. 1969 veröffentlichte die Schriftstellerin Hertha Wittmann-Kirschbaum im Selbstverlag eine Gedenkschrift über den Maler mit Auszügen aus seinem Tagebuch und 14 Schwarz-Weiß-Tafeln von Gemälden. Der Band erschien in weiteren Auflagen 1972 und 1978.
In einigen Werken Benjamin Godrons findet sich das Gesicht seiner Frau Gertraud (* 18. Juni 1910; † 9. September 2001) wieder, so zum Beispiel:
- Titelseite der Nummer 50 von 1937 der Zeitschrift Jugend (Schwarz-Weiß-Zeichnung)
- Ölfarbgemälde Venus Urania von 1938
- Ölfarbgemälde Mutter Gottes von 1955

Darüber hinaus stellte Benjamin Godron seine Frau (im Alter von etwa 40 bis 45 Jahren) in einer Symbiose zwischen stolzer Spanierin und Aristokratin auf einem Ölgemälde dar. Dieses zeigt sie in einer roten Robe, die eine Stola umhüllt, mit oberarmlangen weißen Handschuhen, einen schwarzen Fächer in den Händen und ein Diadem auf dem Kopf tragend.
Nach dem Tod ihres Mannes kümmerte sich Gertraud Godron, die seither als selbstständige Kosmetikerin arbeitete, engagiert darum, das künstlerische Andenken an ihn zu erhalten und stand deswegen auch immer wieder in Kontakt mit den Leitern von Münchner Pinakotheken. 

## Arbeiten in öffentlichen Sammlungen
- Pinakothek der Moderne, München (Waldlandschaft, 1934)
- Städtische Galerie im Lenbachhaus, München (Liebespaar, 1916; Elfriede Godron, 1925; Waldheimat, 1938)